# Remo Drive
Remo Drive — американская рок-группа из Блумингтона, Миннесота. В настоящее время подписаны на Epitaph Records. Они выпустили свой первый полноформатный альбом Greatest Hits 16 марта 2017 года. Их второй студийный альбом Natural, Everyday Degradation вышел 31 мая 2019 года. Третий, A Portrait of an Ugly Man, был выпущен 26 июня 2020 года.

## История
Remo Drive начали свою деятельность в 2013 году, выпустив на сайте Bandcamp сборник песен под названием Demos 2014, включая EP, такие как Away и Stay Out Longer. Группа получила свое название, когда басист Стивен Полсон решил объединить барабанную марку Remo в название группы. В 2015 году Remo Drive выпустили EP под названием Wait For The Sun на Lost State Records. Также в 2015 году Remo Drive выпустили сплит с группой Unturned, а также сплит с группой Weasted. В марте 2017 года Remo Drive самостоятельно выпустили свой первый полноформатный альбом Greatest Hits, в который вошли треки «Yer Killin Me», «Art School» и «Crash Test Rating».
В феврале 2018 года группа объявила о подписании контракта с Epitaph Records. Это объявление было сделано одновременно с выпуском сингла Blue Ribbon из их EP Pop Music, который был выпущен 9 марта.
В конце августа — начале сентября 2018 года Remo Drive объявили, что в декабре планируют записать новый альбом. 22 апреля 2019 года группа выпустила двойной сингл «Two Bux / The Grind» перед своим вторым альбомом Natural, Everyday Degradation, который вышел 31 мая.
В мае того же года Эрик Полсон объявил, что он спрятал промо-компакт-диски со следующим синглом в окрестностях Twin Cities, штат Миннесота, прежде чем выпустить сингл «Around the Sun» 14 мая.
В конце 2019 года Remo Drive опубликовали в социальных сетях информацию о том, что они работают над своим третьим альбомом A Portrait of a Ugly Man. Альбом выпущен 26 июня 2020 года вместе с ещё одним синглом «Easy as That».

## Музыкальный стиль
Remo Drive обычно описывается как эмо-группа которая включает элементы инди-рока, пауэр-попа, поп-панка, танцевального панка, пост-хардкора, а также в некоторых записях гранжа и панк-рока. Группа также назвала себя эмо и присоединилась к возрождению эмо. Группа перечислила несколько исполнителей, оказавших влияние, включая Title Fight, The Police, PUP, Jeff Rosenstock, Vampire Weekend и Weezer.

## Состав
Текущий состав
- Эрик Полсон — вокал, гитара (2013 — настоящее время)
- Стивен Полсон — бас (2013 — настоящее время)

Бывшие участники
- Сэм Матис — барабаны, перкуссия (2013—2014, 2016—2018)
- Остин Фойгт — ударные, перкуссия (2014—2016)

Участники гастролей
- Дэйн Фоли — гитара (2019 — настоящее время)
- Сэм Бехт — ударные, перкуссия (концерт с 2018 г. по настоящее время; студия с 2019 г. по настоящее время)

Бывшие участники гастролей
- Зак Каммингс — гитара (2016—2019)
- Бреден Кинан — ударные, перкуссия (2018)
- Ли Тран — саксофон, синтезатор, бубен (2017—2019)

## Дискография
Студийные альбомы
- Greatest Hits (2017)
- Natural, Everyday Degradation (2019)
- A Portrait of an Ugly Man (2020)

EP
- Remo Drive EP 1 (2013)
- Away (2014)
- Stay Out Longer (2014)
- Wait For The Sun (2015)
- Pop Music (2018)
- Natural, Everyday Extended Play (2019)

Сплиты
- Remo Drive/Unturned (2015)
- Remo Drive/Weathered (2015)

Синглы
- «Pulp Friction» (2013)
- «Breathe In» / «Perfume» (2015)
- «Lookin' Under The Tree» (2016)
- «Yer Killin' Me» (2017)
- «Crash Test Rating» (2017)
- «Eat Shit» (2017)
- «Art School» (2017)
- «I’m My Own Doctor» (2017)
- «Blue Ribbon» (2018)
- «Two Bux» / «The Grind» (2019)
- «Around the Sun» (2019)
- «Nearly Perfect» (2019)
- «Romeo» (2019)
- «Star Worship» (2020)
- «Ode to Joy 2» (2020)
- «A Flower and a Weed» (2020)
- «Easy as That» (2020)

Демо
- Demos 2014 (2014)

Живые выступления
- Audiotree Live на Audiotreetv (2017)

Видеоклипы
- «Heartstrings» (2015)[14]
- «Yer Killin' Me» (2017)[15]
- «Crash Test Rating» (2017)[16]
- «Eat Shit» (2017)[17]
- «Art School» (2017)[18]
- «I’m My Own Doctor» (2017)[19]
- «Blue Ribbon» (2018)[20]
- «Around the Sun» (2019)[21]
- «Romeo» (2019)[22]
- «Star Worship» (2020)[23]
- «Ode to Joy 2» (2020)[24]
- «Easy as That» (2020)